# Ragnar Sigurðsson
Ragnar Sigurðsson, född 19 juni 1986 i Reykjavik, är en isländsk före detta fotbollsspelare.

## Karriär
Ragnar Sigurðsson spelade i IFK Göteborg från 2007 till 2011. Säsongen 2007 vann han SM-guld med IFK Göteborg och blev utnämnd till allsvenskans bästa mittback det året. Han tilldelades supportrarnas pris Årets ärkeängel 2010. 2011 bytte han klubb till danska FC Köpenhamn.
Den 3 augusti 2017 lånades Sigurðsson ut till ryska Rubin Kazan över säsongen 2017/2018. Den 18 januari 2018 värvades han av Rostov. Den 1 januari 2020 kom Sigurðsson överens med Rostov om att bryta kontraktet.
Den 12 januari 2020 återvände Sigurðsson till FC Köpenhamn, där han skrev på ett halvårskontrakt. Den 18 januari 2021 värvades Sigurðsson av ukrainska Ruch Lviv. I juli 2021 återvände han till moderklubben Fylkir. I januari 2022 meddelade Sigurðsson att han avslutade sin fotbollskarriär.